# Túpac Hualpa
Túpac Hualpa chamado Toparpa pelos espanhóis, foi o primeiro Inca nomeado por Francisco Pizarro para suceder Atahualpa, no intuito de não perturbar os interesses hispânicos na região (ostentava inclusive o Brasão de Castela em sua mascaipacha). Seu mandato durou três meses pois acabou morrendo envenenado.

## Origem
Túpac Hualpa foi um dos mais de cem filhos de Huayna Capac, que também era pai de Huascar e Atahualpa. Túpac Hualpa apoiou Huascar na Guerra Civil Inca. Quando foi nomeado sucessor de Atahualpa concordou em servir o rei Carlos I de Espanha. 

## Nomeação de Túpac Hualpa
Após a morte de Atahualpa, o Estado incaico se desorganizou. Dada a confusão, Almagro e Pizarro colocaram a mascaipacha em um irmão de Atahualpa em Cajamarca para estabilizar a situação.  Por fim, Túpac Huallpa acabou se revelando com uma grande habilidade política. Ordenou a seus súditos a se dedicar totalmente à extração de metais preciosos, tendo em conta os desejos de Pizarro e seus homens. 

## Morte
Túpac Huallpa foi envenenado pouco depois da chegada a Cusco por Chalcuchimac, o fiel general de Atahualpa. 
| Precedido por Atahualpa | 14º Cápac Inca (1533)                  | Sucedido por Manco Inca |
| Precedido por Atahualpa | 1º Inca nomeado pelos Espanhóis (1533) | Sucedido por Manco Inca |